# Dinosaur Provincial Park
El Dinosaur Provincial Park (Parc Provincial dels Dinosaure) situat a Alberta al Canadà, està inscrit a la llista del Patrimoni de la Humanitat des del 1979.

## Parc
El parc està situat a la vall del riu Red Deer, localitzat a unes dues hores i mitja conduint al sud-est de Calgary, Alberta, Canadà o a 48 km al nord-est de Brooks, es caracteritza per la seva impressionant topografia badland. El parc és conegut per ser un dels llocs més rics de fòssils de dinosaures del món. Quaranta espècies de dinosaures han estat descobertes al parc i més de 500 exemplars s'han extret i exposat en museus de tot el món. La reconeguda associació fòssil de gairebé 500 espècies, des d'espores de falgueres microscòpiques fins a grans dinosaures carnívors, fa que des del 1979 està inscrita a la llista del Patrimoni de la Humanitat de la UNESCO.

## Geologia
Els sediments del Dinosaur Provincial Park abasten una història geològica de dos milions d'anys, i es divideixen en tres formacions:
- La Formació Oldman, formada per sediments terrestres dipositats durant el Campanià mitjà, és la capa inferior
- La Formació de Dinosaur Park, també terrestre, data del Campanià superior
- La Formació de Bearpaw, formada per sediments marins, és la capa superior.

La formació del parc és la que conté la major part dels fòssils. Va ser dipositada per grans rius en una costa subtropical a la costa oest del mar de Niobrara, un mar interior que dividia Amèrica del Nord en dos durant gran part del Cretaci. La formació té una antiguitat d'uns 75 milions d'anys, i es va dipositar durant un milió d'anys.

## Paleontologia
El parc conserva una extraordinària diversitat de fòssils de vertebrats d'aigua dolça. Entre els peixos hi ha taurons, ratlles (com  Myledaphus ), peixos espàtula (Polyodontidae), amias (Amiiformes), gaspars, lepisosteïformes (Lepisosteidae) i teleostis. Els amfibis inclouen granotes (Anura), salamandres (Urodela) i membres del grup extint dels  albanerpetónids; i els rèptils, llangardaixos (com el gran varà  Paleosaniwa), una gran varietat de tortugues, cocodrils i el piscívor  Champsosaurus .
La diversitat de dinosaures és sorprenent:
Ceratopsia
- ?  Leptoceratops  sp.
- Centrosaurus apertus ,  C. brinkmani
- Styracosaurus albertensis
- (?)  Pachyrhinosaurus
- Chasmosaurus belli ,  C. russeli ,  C. irvinensis

Hadrosauridae
- Corythosaurus Casuarius
- Gryposaurus notabilis ,  G. incurvimanus
- Lambeosaurus lambei ,  L. magnicristatus
- Prosaurolophus
- Parasaurolophus walkeri

Ankylosauria
- Panoplosaure
- Edmontonia
- Euoplocephalus

Hypsilophodontidae 
- ?  Orodromeus

Pachycephalosauria
- Stegoceras

Tyrannosauridae
- Daspletosaurus  sp.
- Gorgosaurus libratus

Ornithomimidae
- Ornithomimus
- Struthiomimus
- Nova espècie d'ornitomímid A

- Chirostenotes pergracilis
- Chirostenotes elegans
- Chirostenotes collinsi

Dromaeosauridae
- Dromaeosaurus
- Saurornitholestes
- ? Nova espècie de dromeosauri A
- ? Nova espècie de dromeosauri B

Troodontidae
- Troodon
- Nova espècie de troodóntid A

Classificació incerta
- Ricardoestesia gilmorei

També s'han trobat aus Hesperornithiformes,  pterosaures gegants relacionats amb Quetzalcoatlus i mamífers marsupials estagodóntids, placentaris i multituberculats.

## Medi natural
El parc alberga un ecosistema molt complex que inclou alberedes envoltades per praderies. Abunden els coiots (Canis latrans), els conills de cua de cotó (Sylvilagus), els cérvols, els antílops americans ( Antilocapra americana ), els Chordeilinae, les serps de cascavell (Crotalus ) i les colobres ratllades (Thamnophis). A la primavera i estiu es poden veure becuts (Numenius) i oques canadenques (Branta canadiensis).
També es troben al parc algunes de les espècies més septentrionals de cactus, com figueres de moro (Opuntia) i Pediocactus.

## Història
Va ser creat l'any 1955, dins el 50è Any Jubilar d'Alberta, amb l'objectiu de protegir els jaciments fossilífers. El primer guarda va ser Roy Fowler, granger i cercador de fòssils aficionat.
Fins a l'any 1985, els fòssils descoberts al parc s'enviaven a museus de tot el món. Aquest any es va crear el Museu Royal Tyrrell de Paleontologia al Parc Provincial Midland, prop de Drumheller, a 100 quilòmetres del parc dels Dinosaures.

## Galeria
Aquí podem veure diverses fotos fetes al parc:

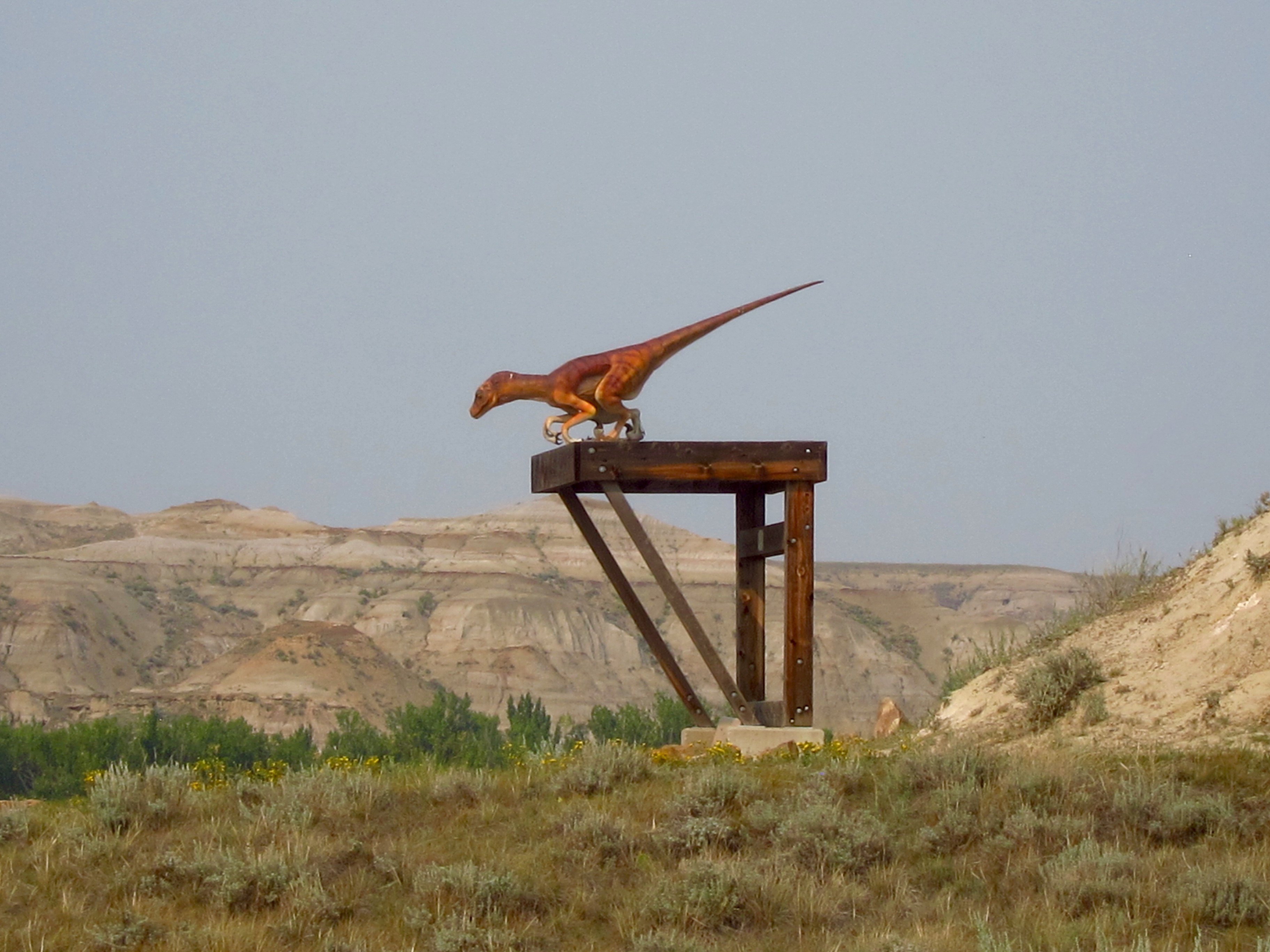
Dinosaur Provincial Park
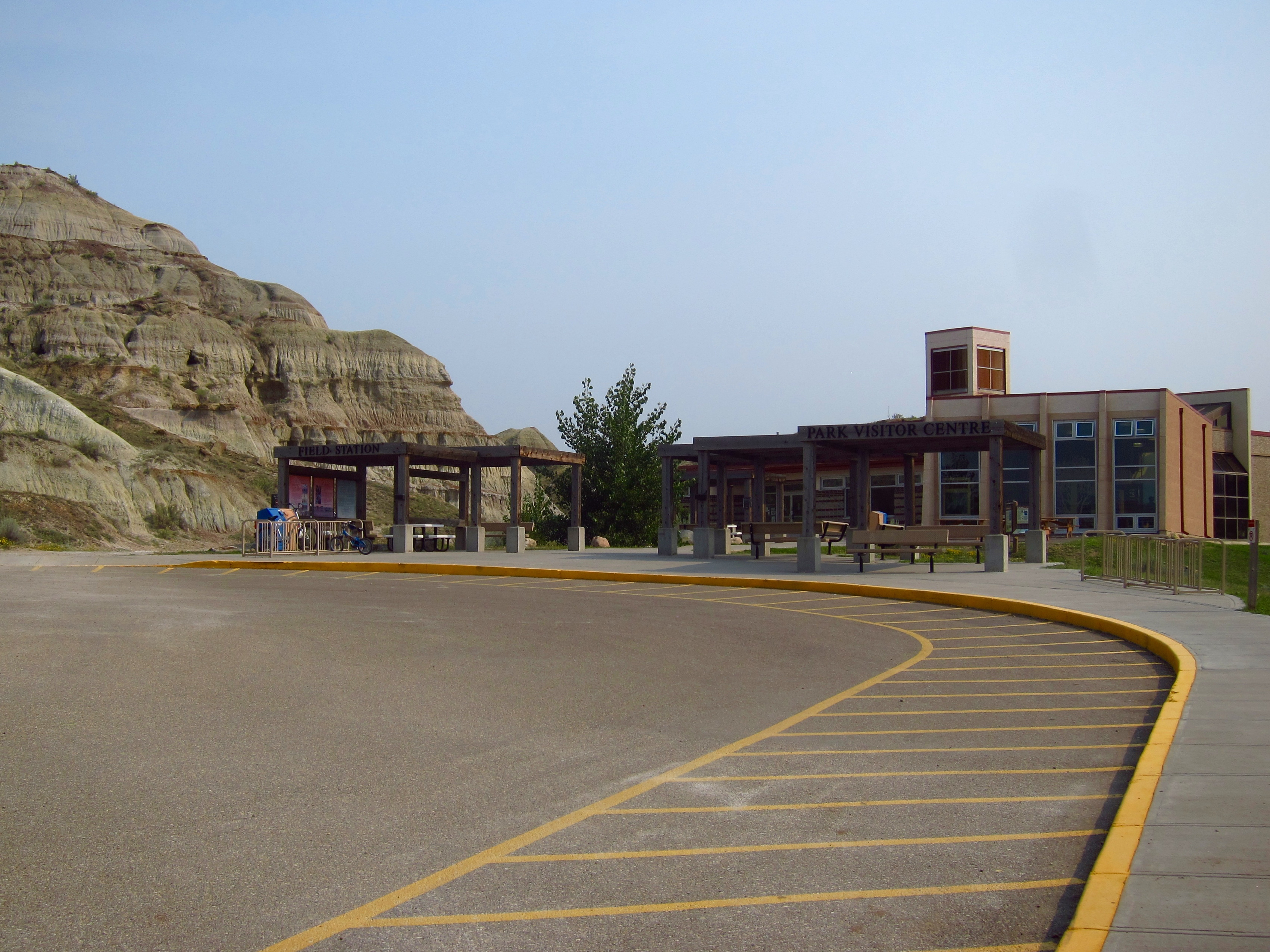
Dinosaur Provincial Park
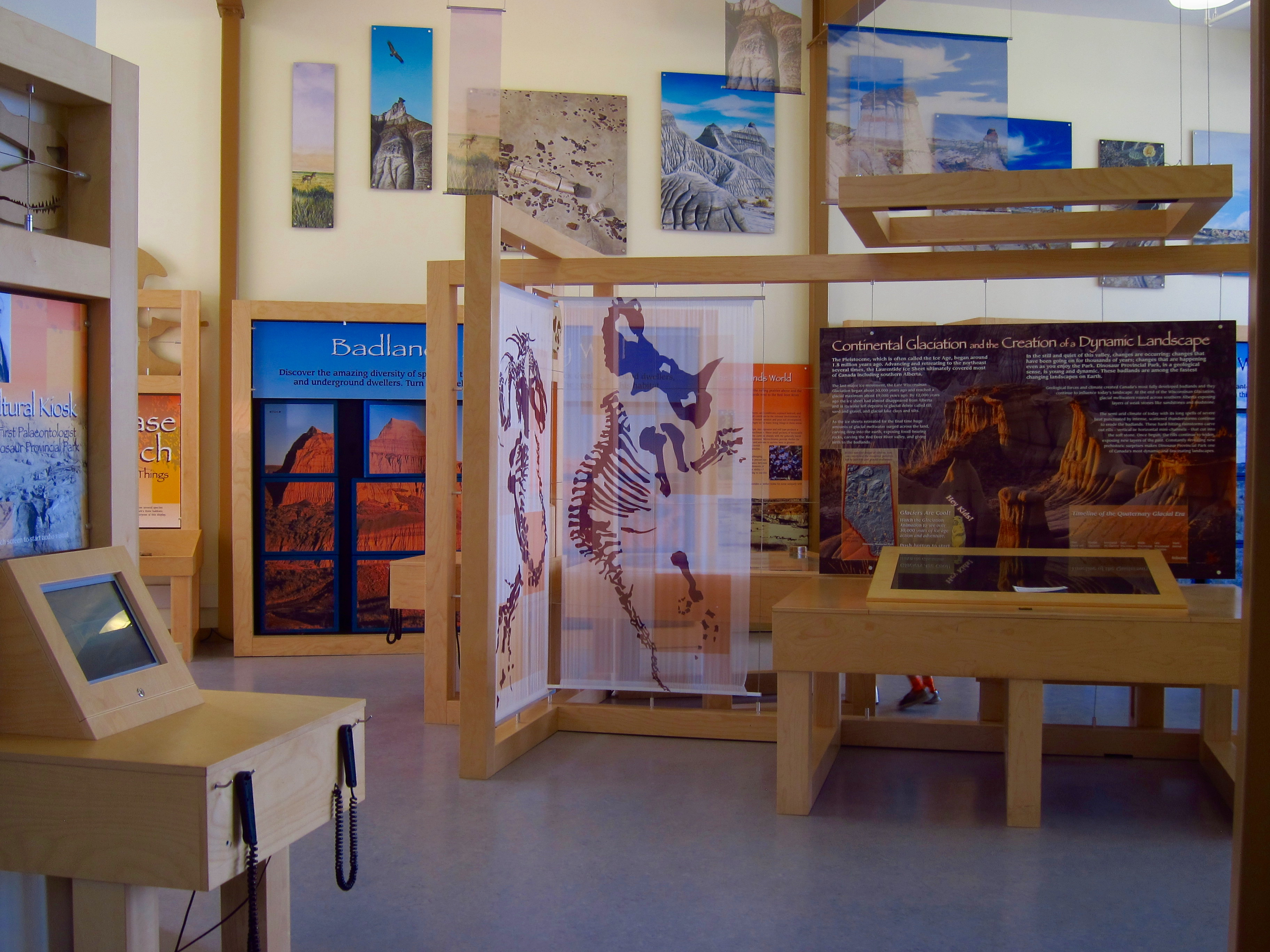
Dinosaur Provincial Park
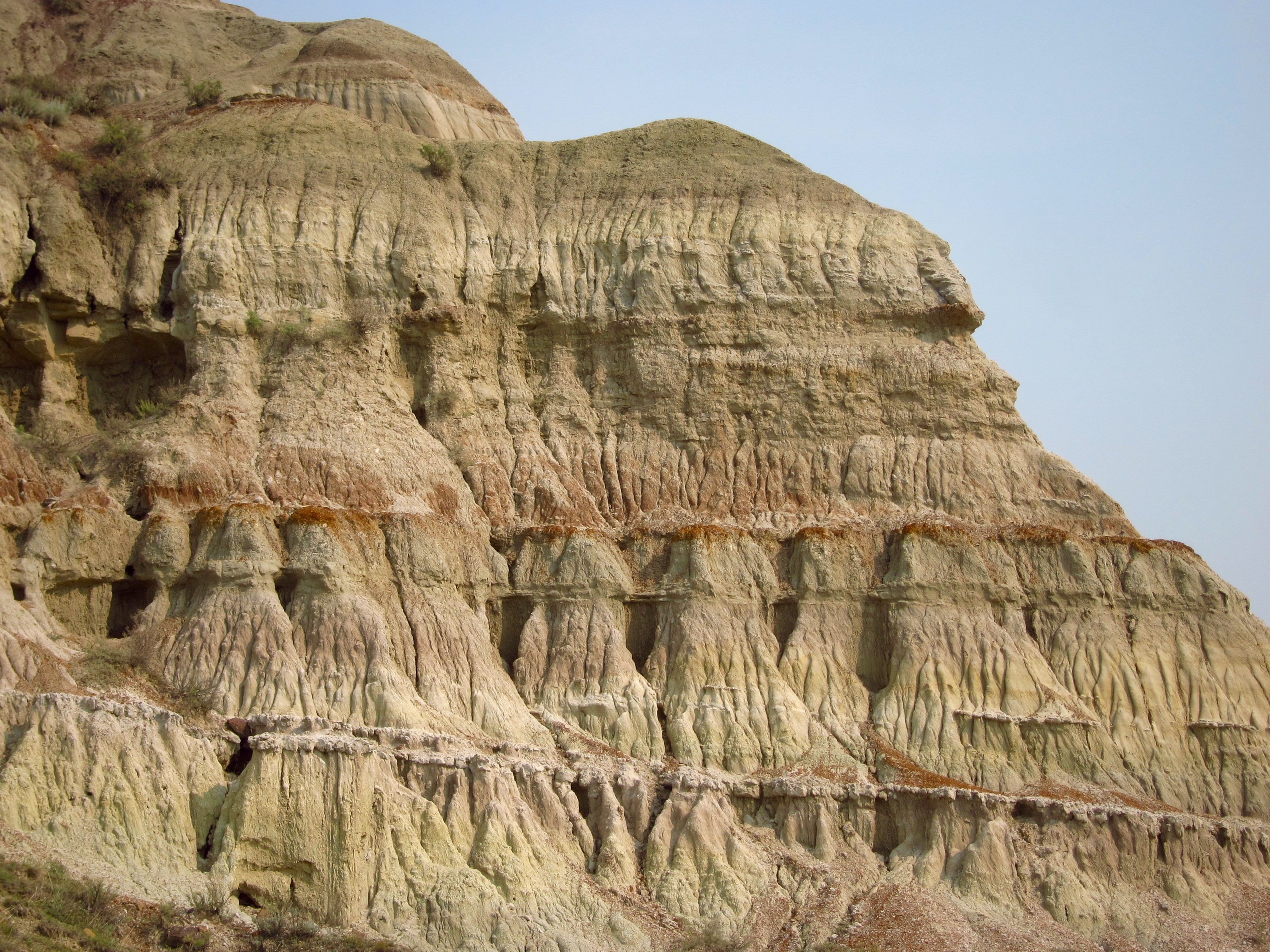
Dinosaur Provincial Park
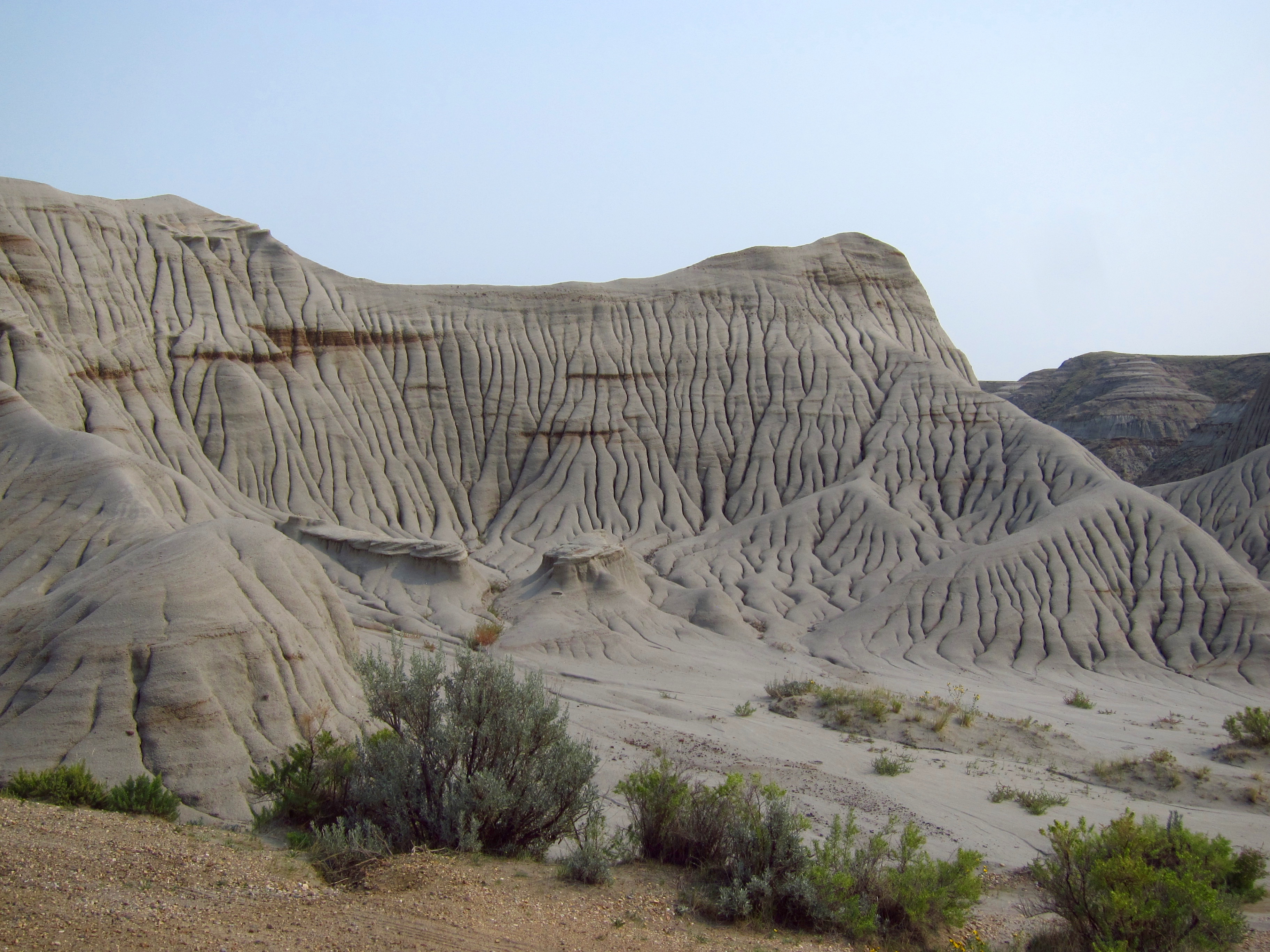
Dinosaur Provincial Park
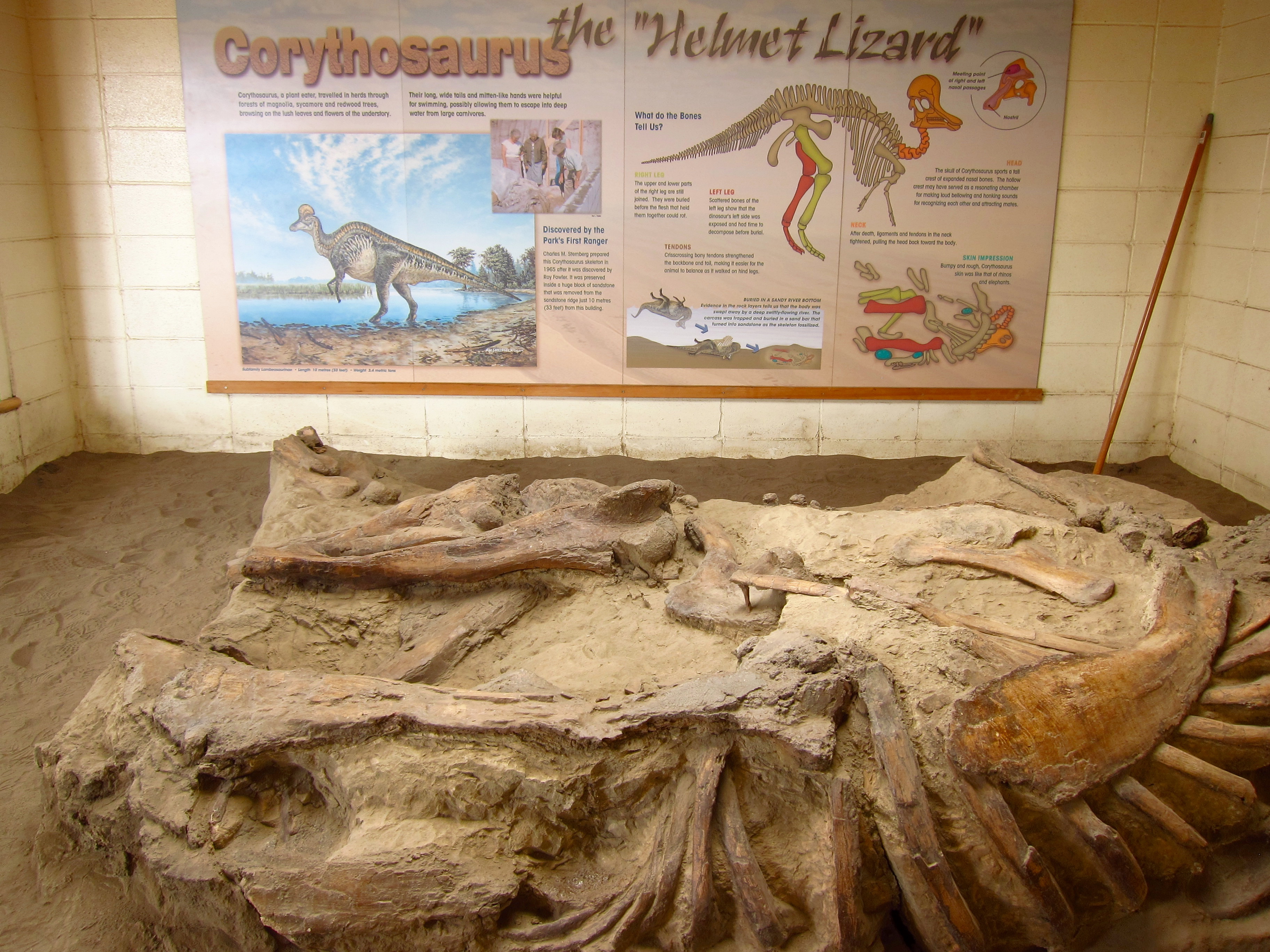
Dinosaur Provincial Park
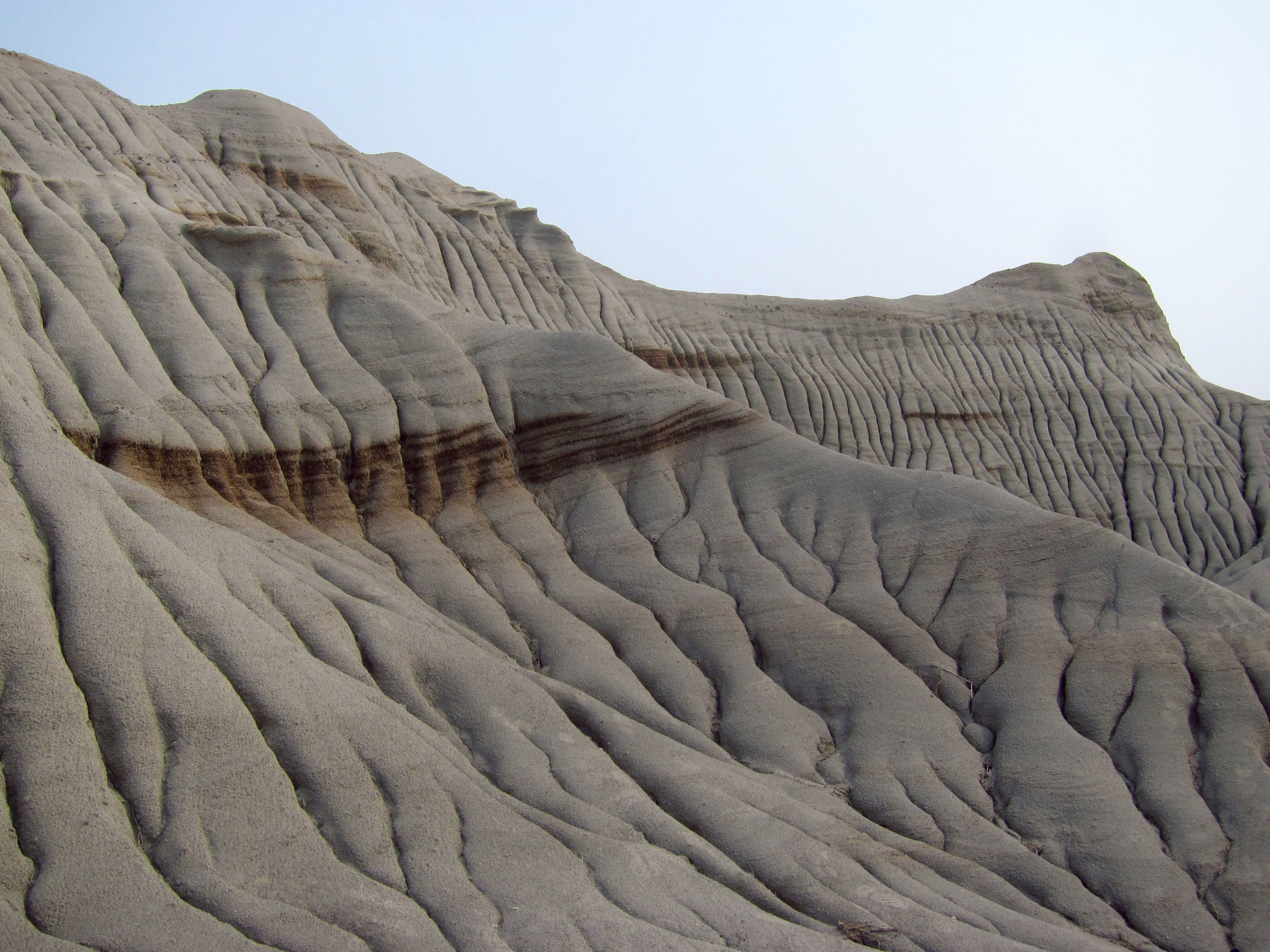
Dinosaur Provincial Park
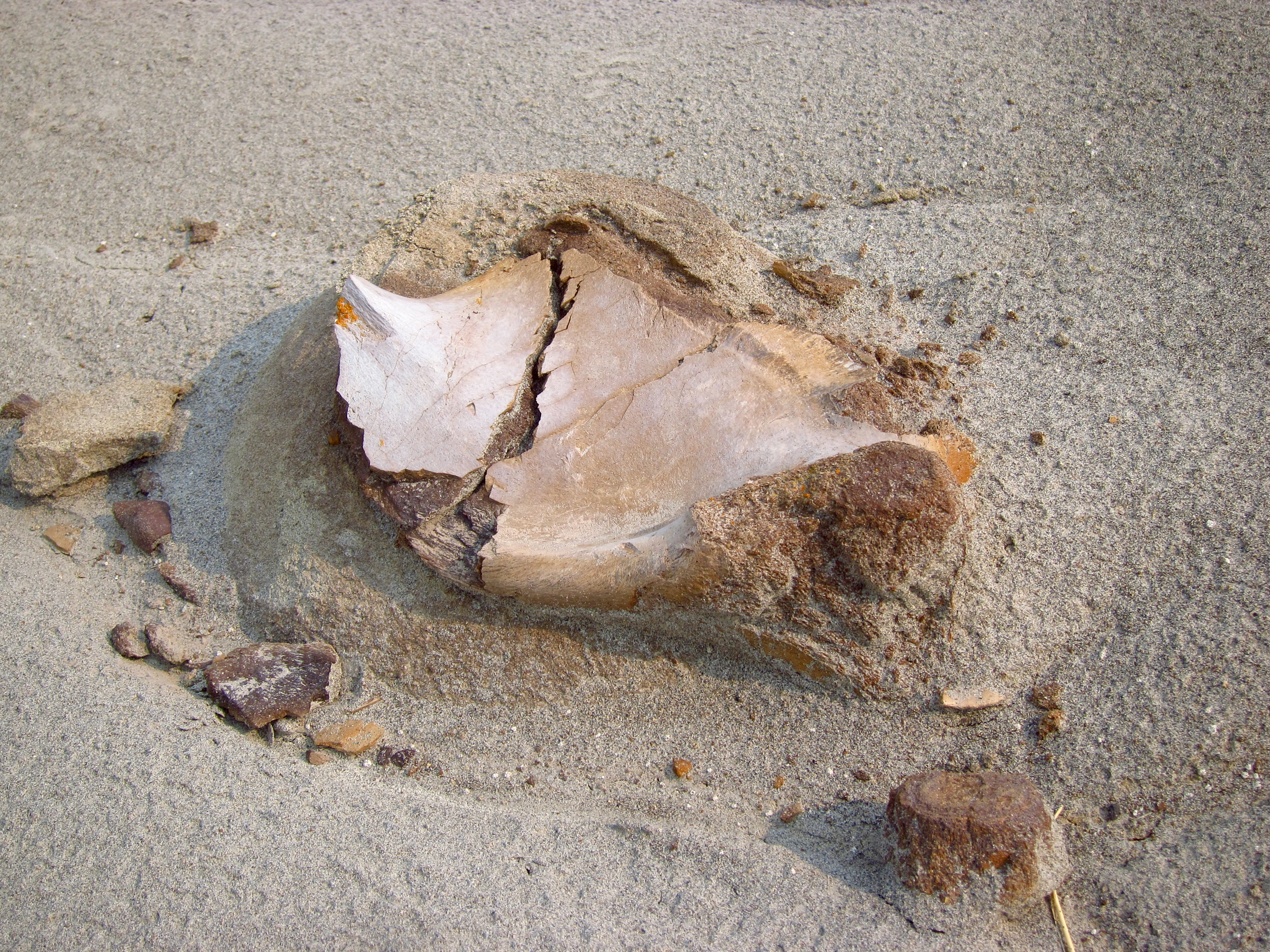
Dinosaur Provincial Park
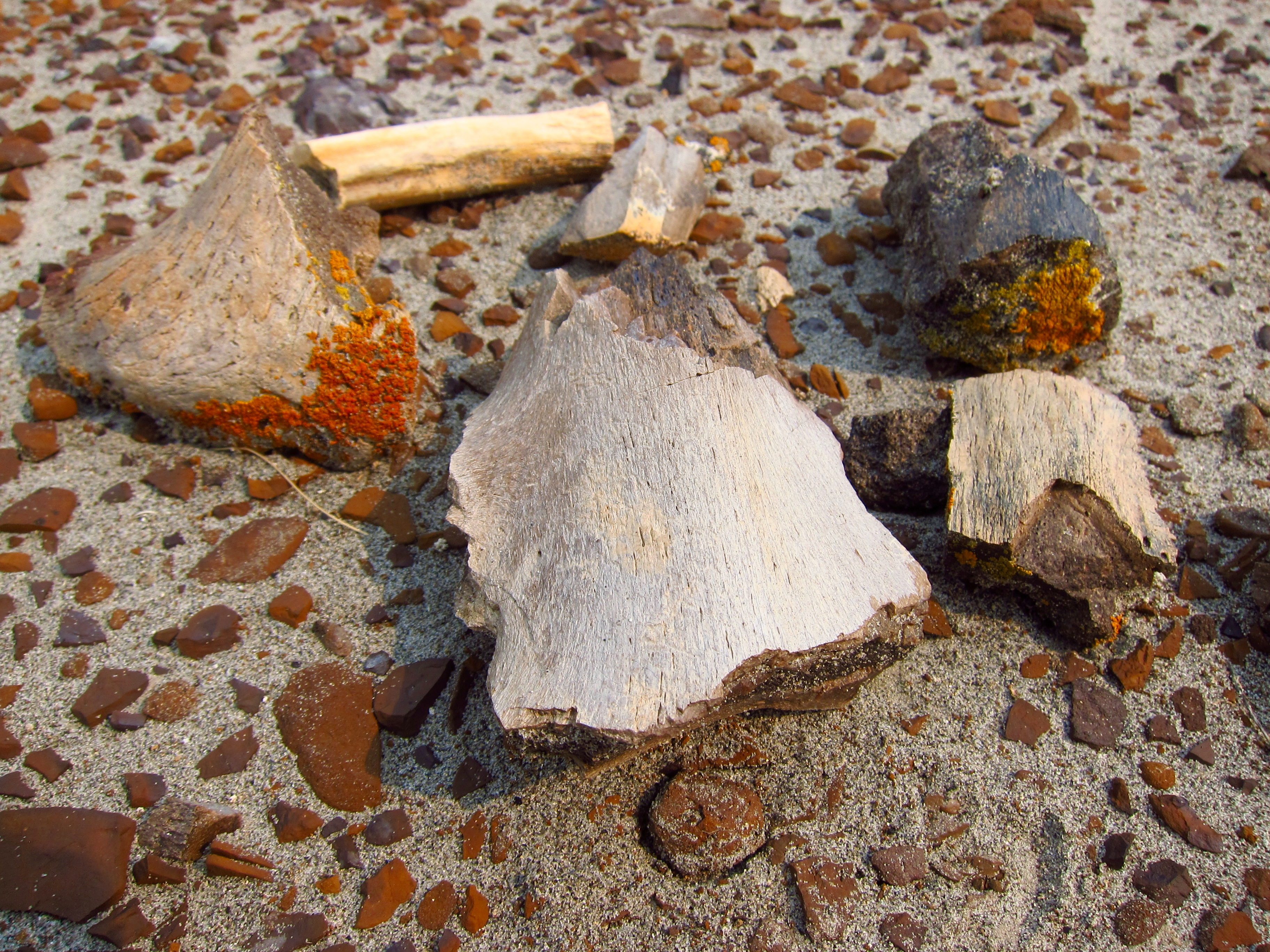
Dinosaur Provincial Park
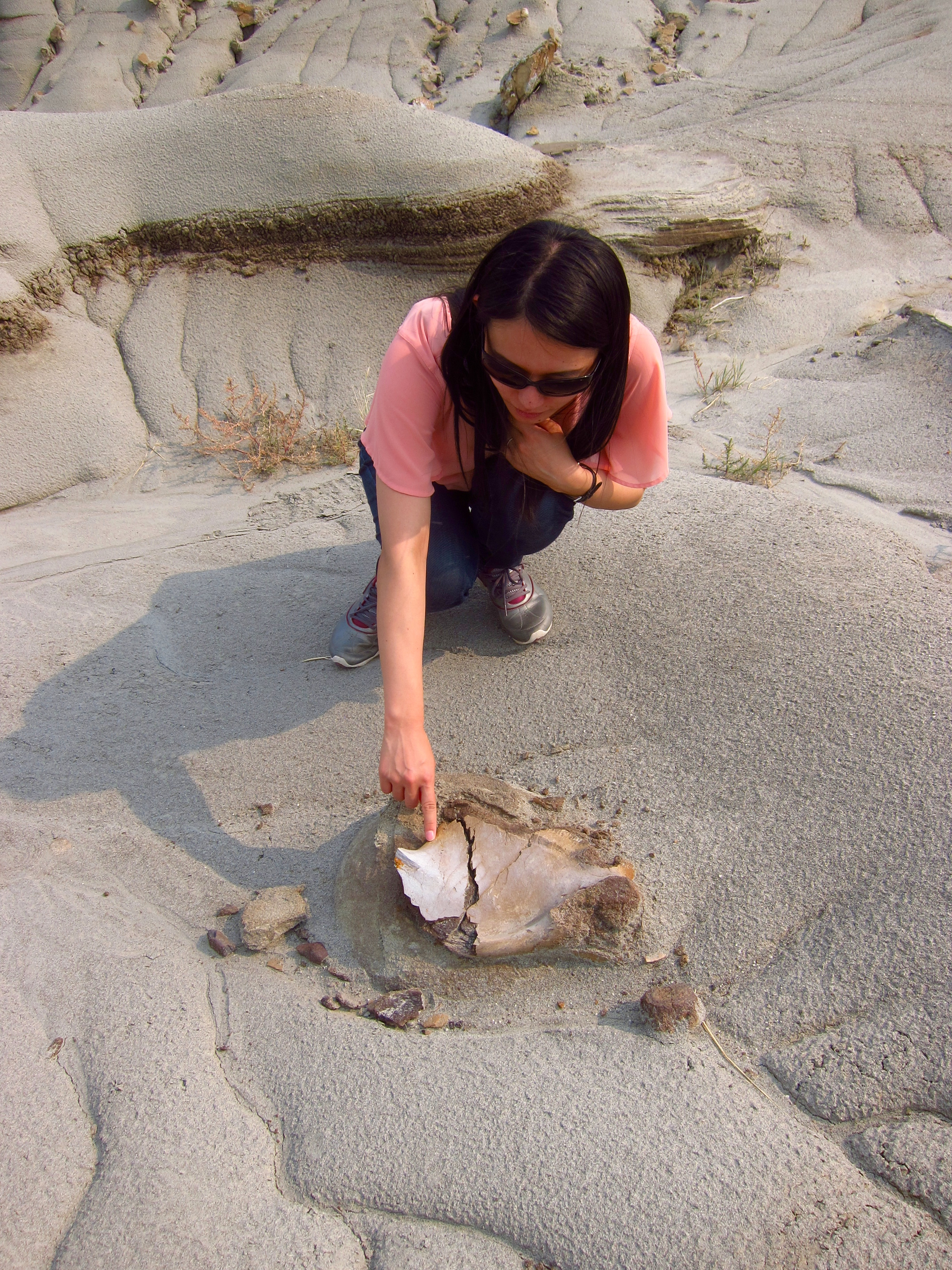
Dinosaur Provincial Park
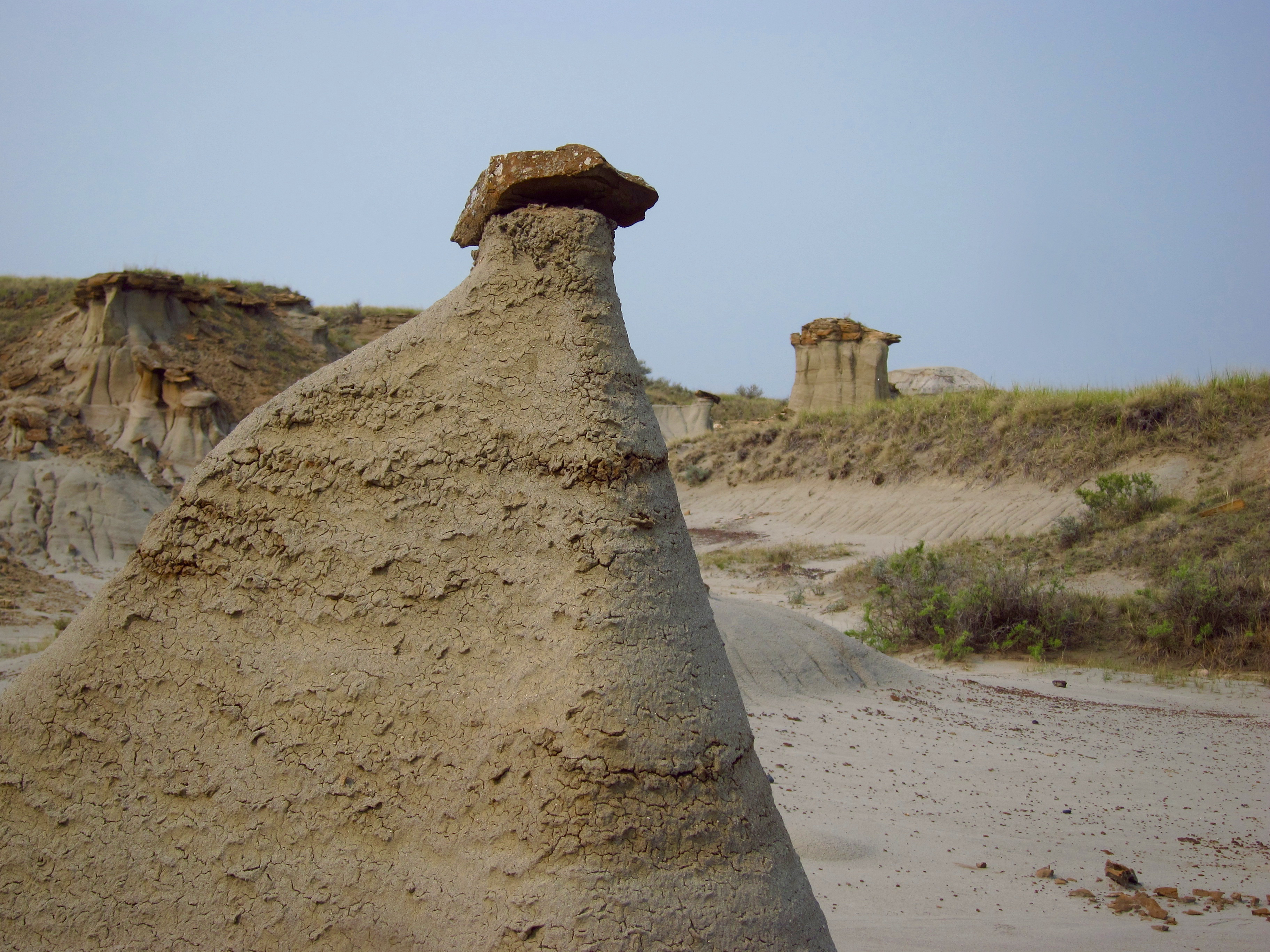
Dinosaur Provincial Park
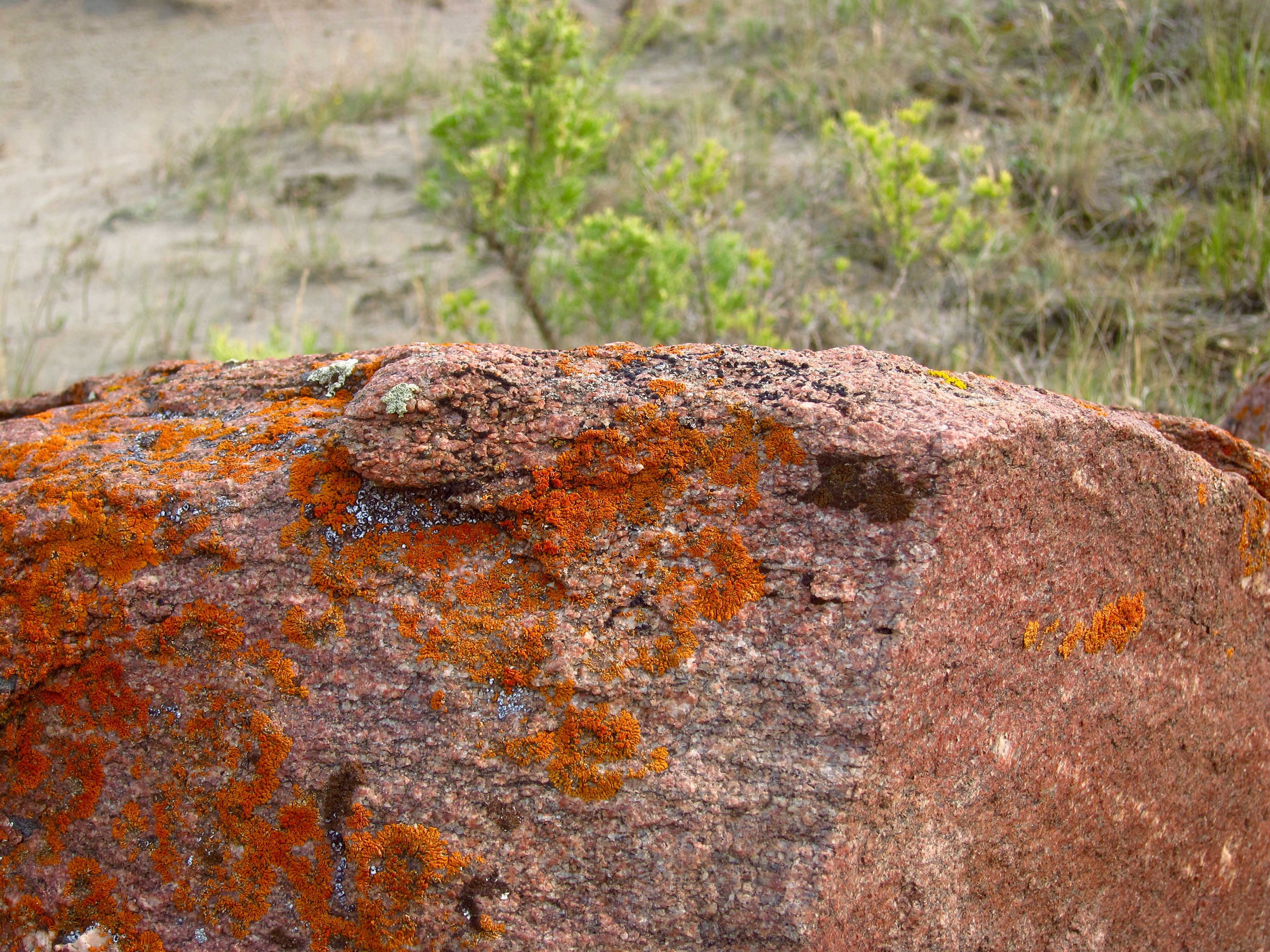
Dinosaur Provincial Park
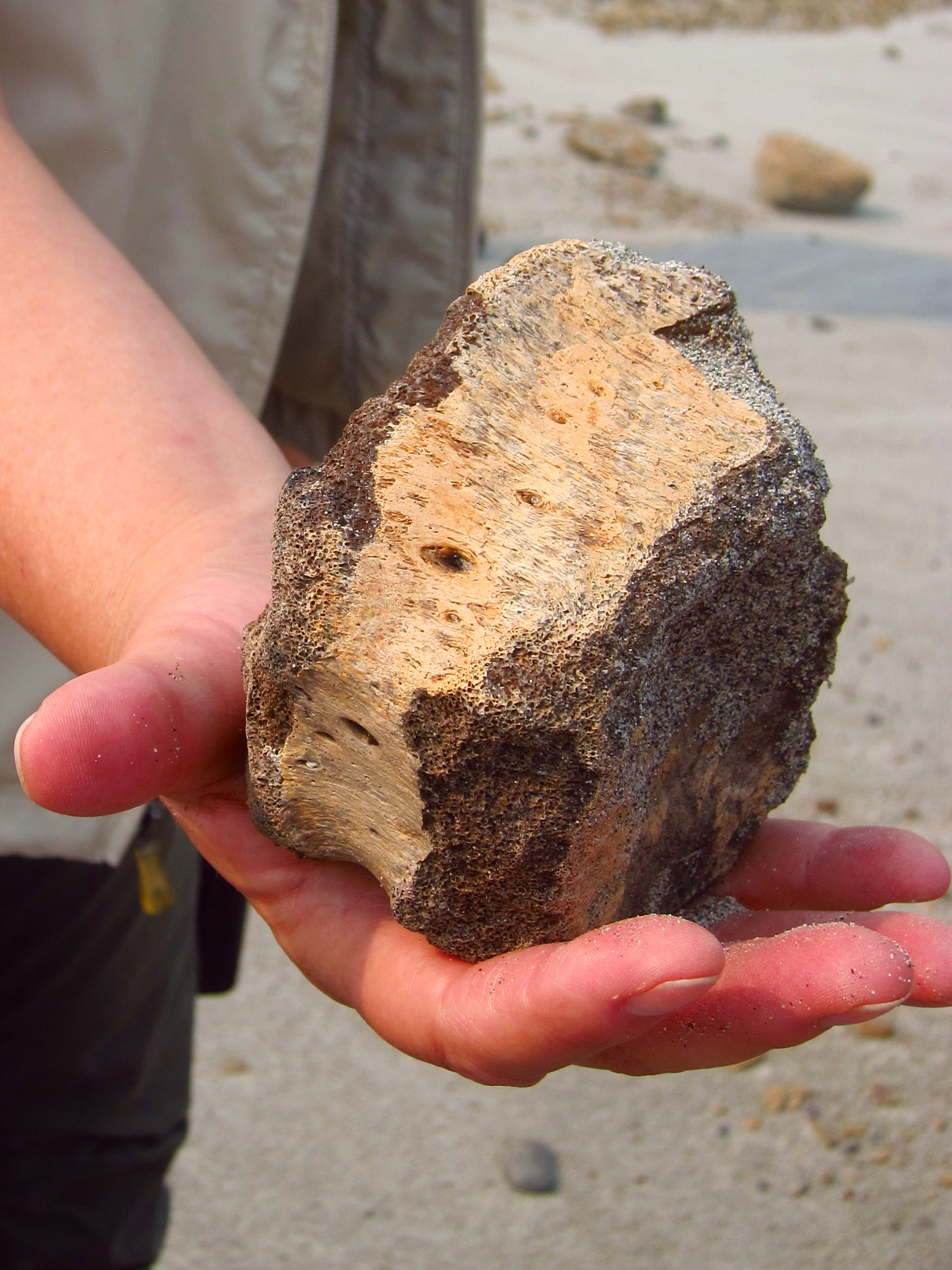
Dinosaur Provincial Park
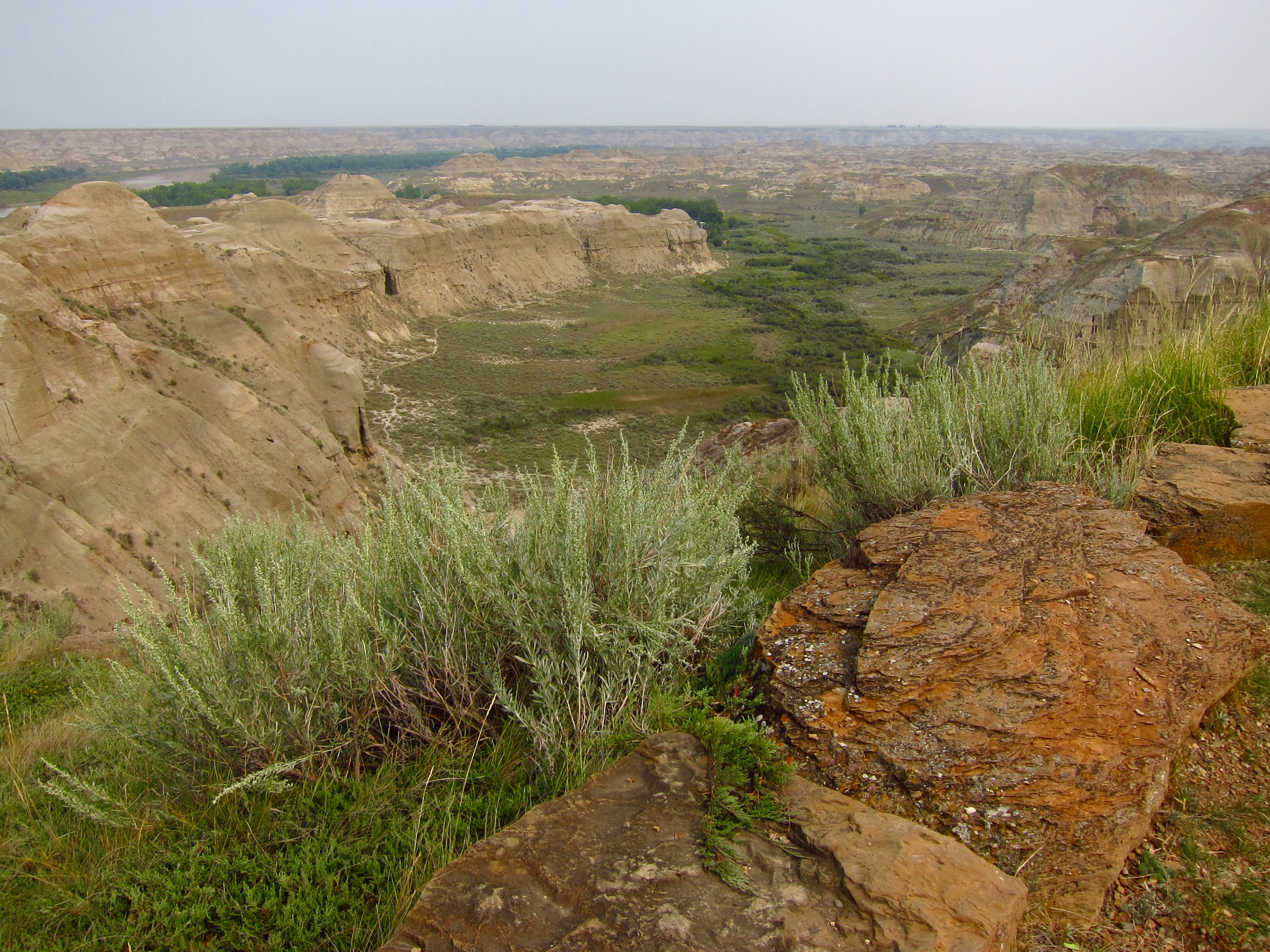
Dinosaur Provincial Park
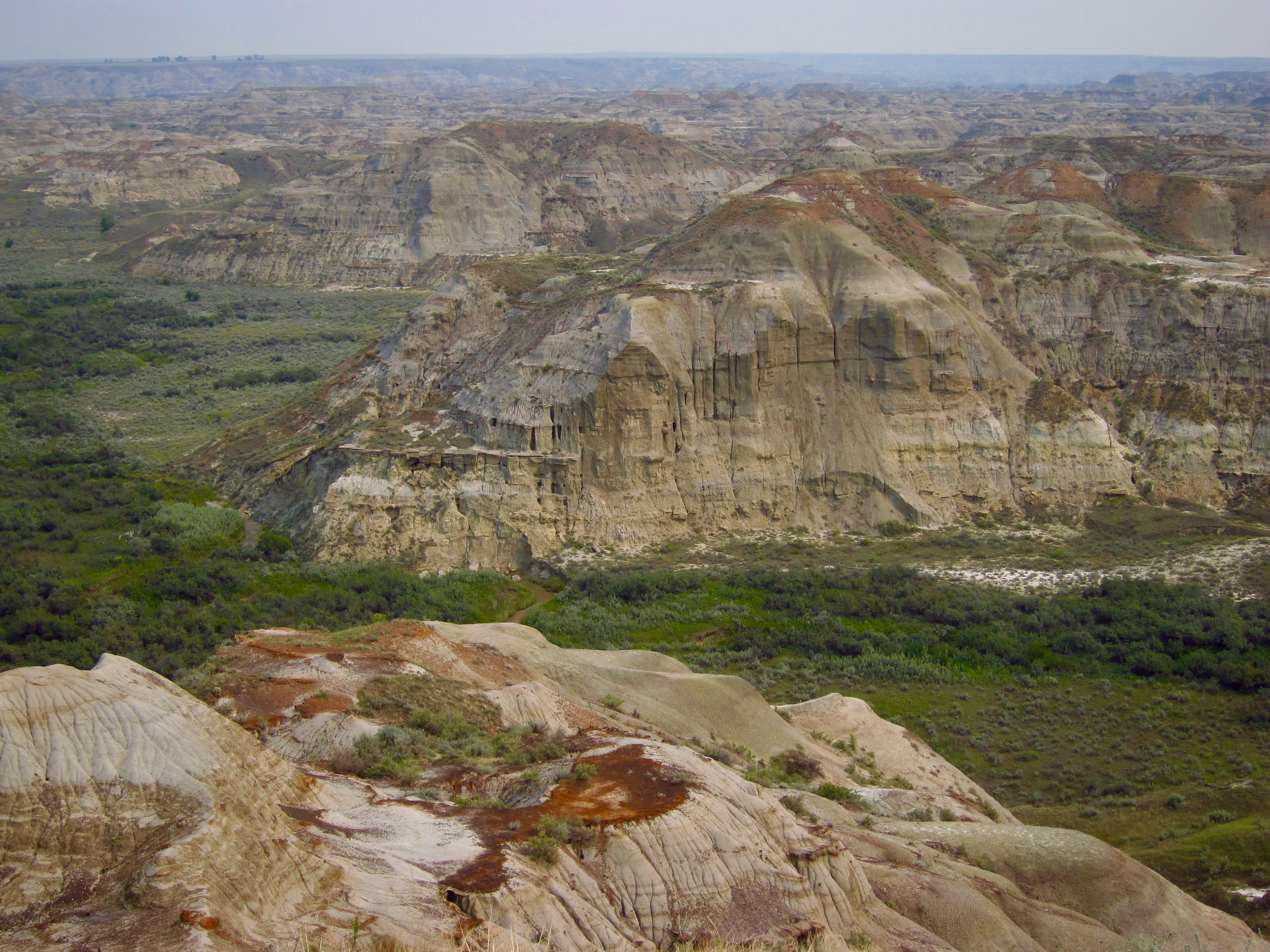
Dinosaur Provincial Park
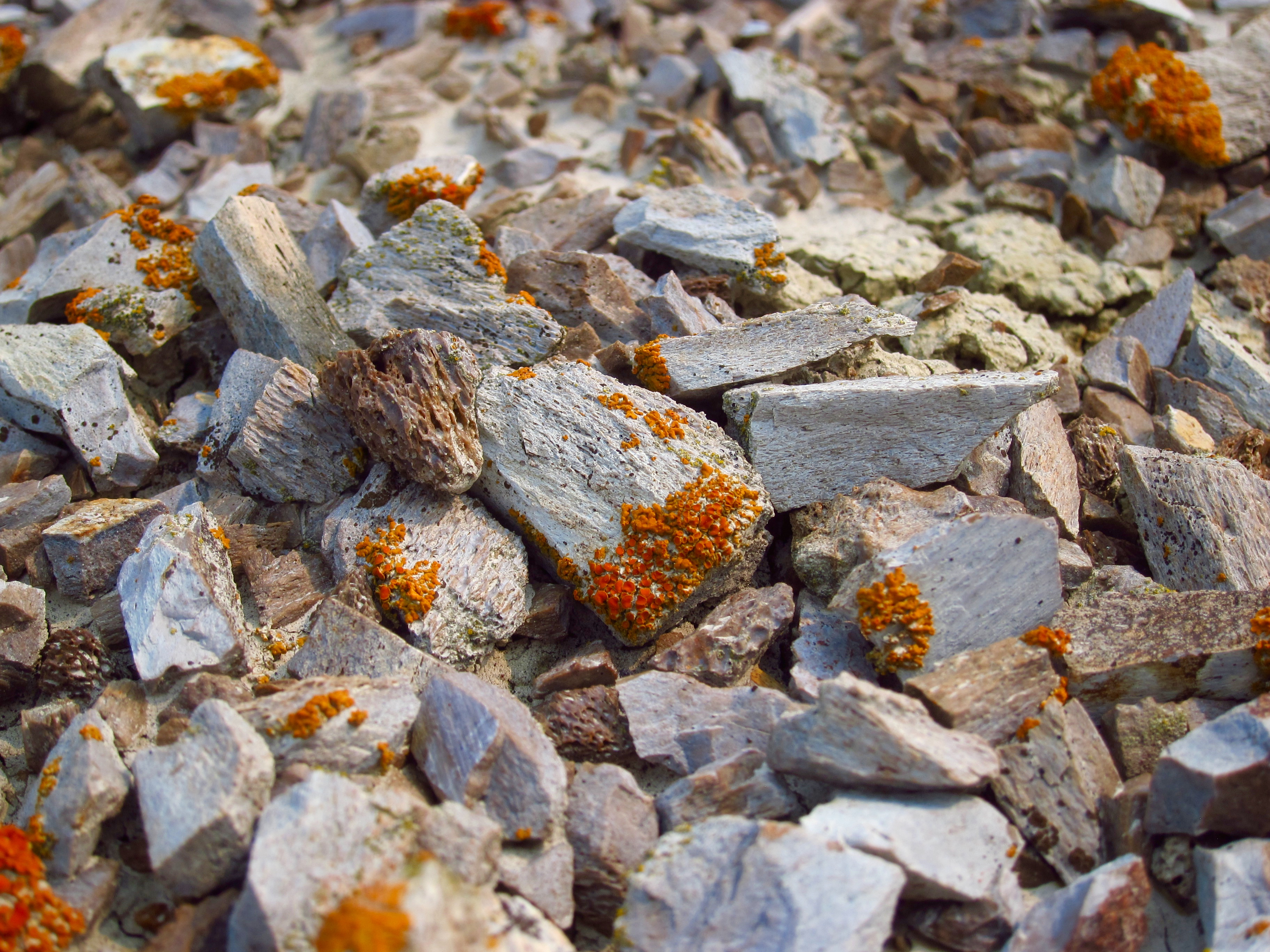
Dinosaur Provincial Park
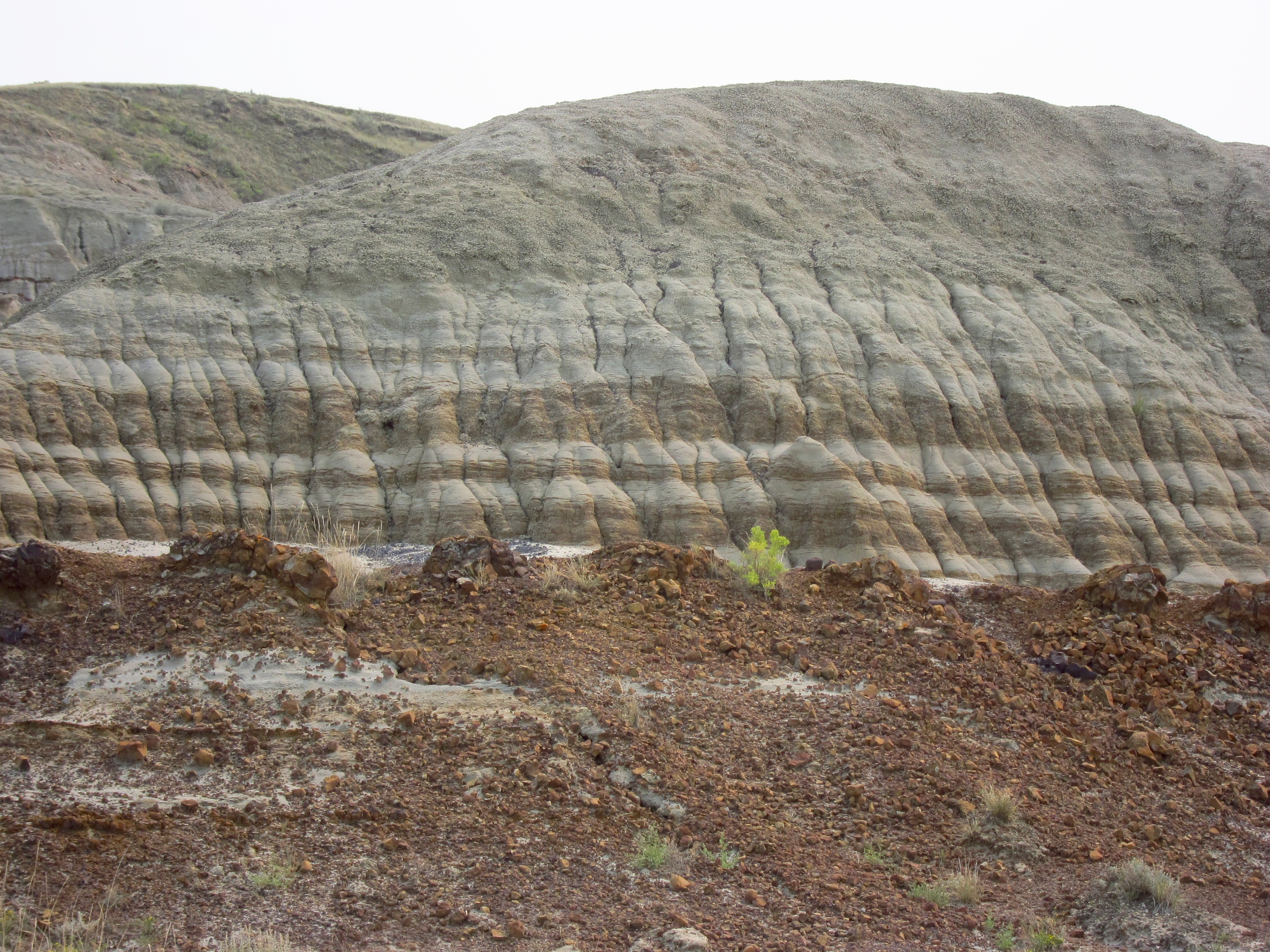
Dinosaur Provincial Park
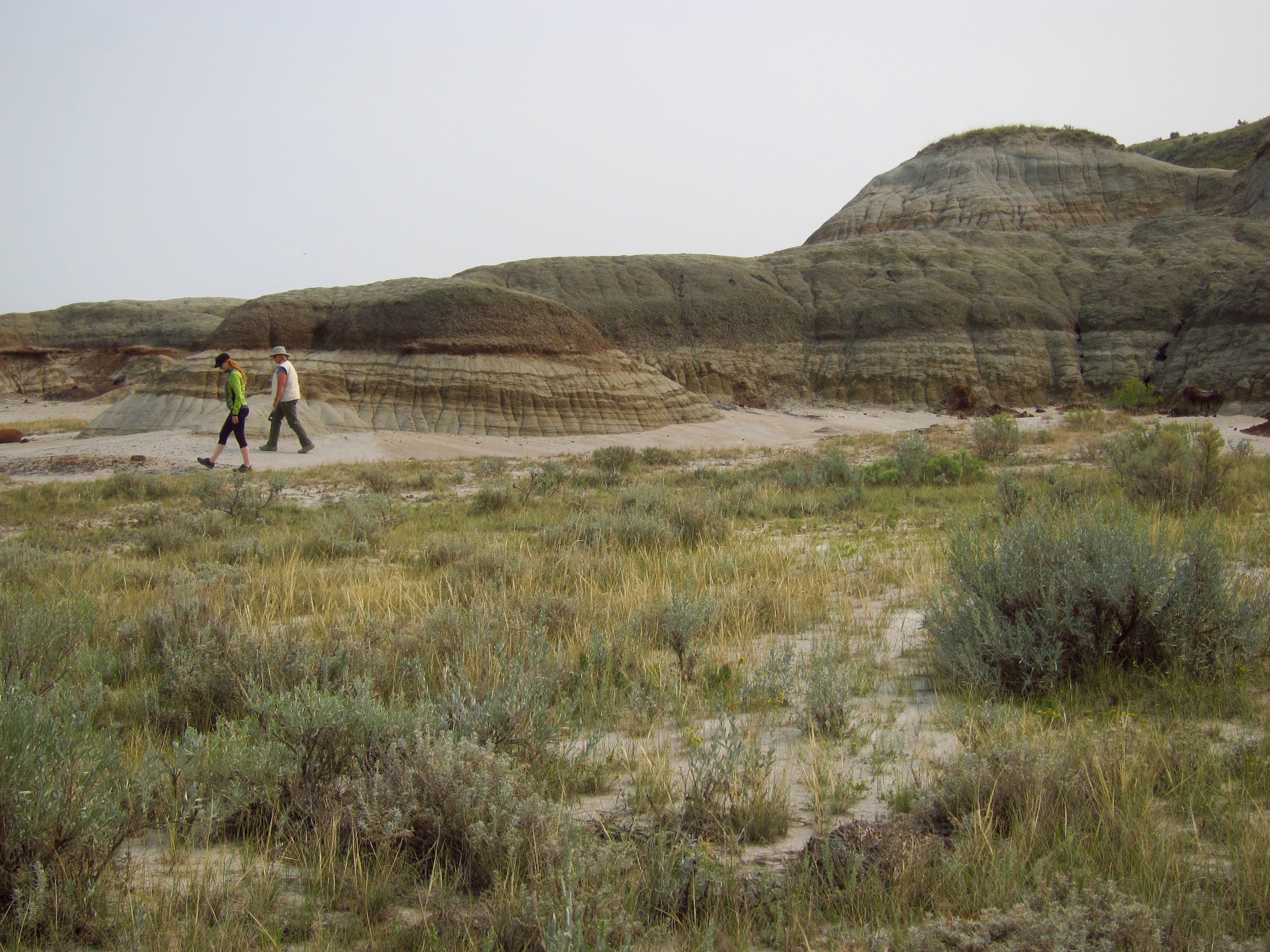
Dinosaur Provincial Park
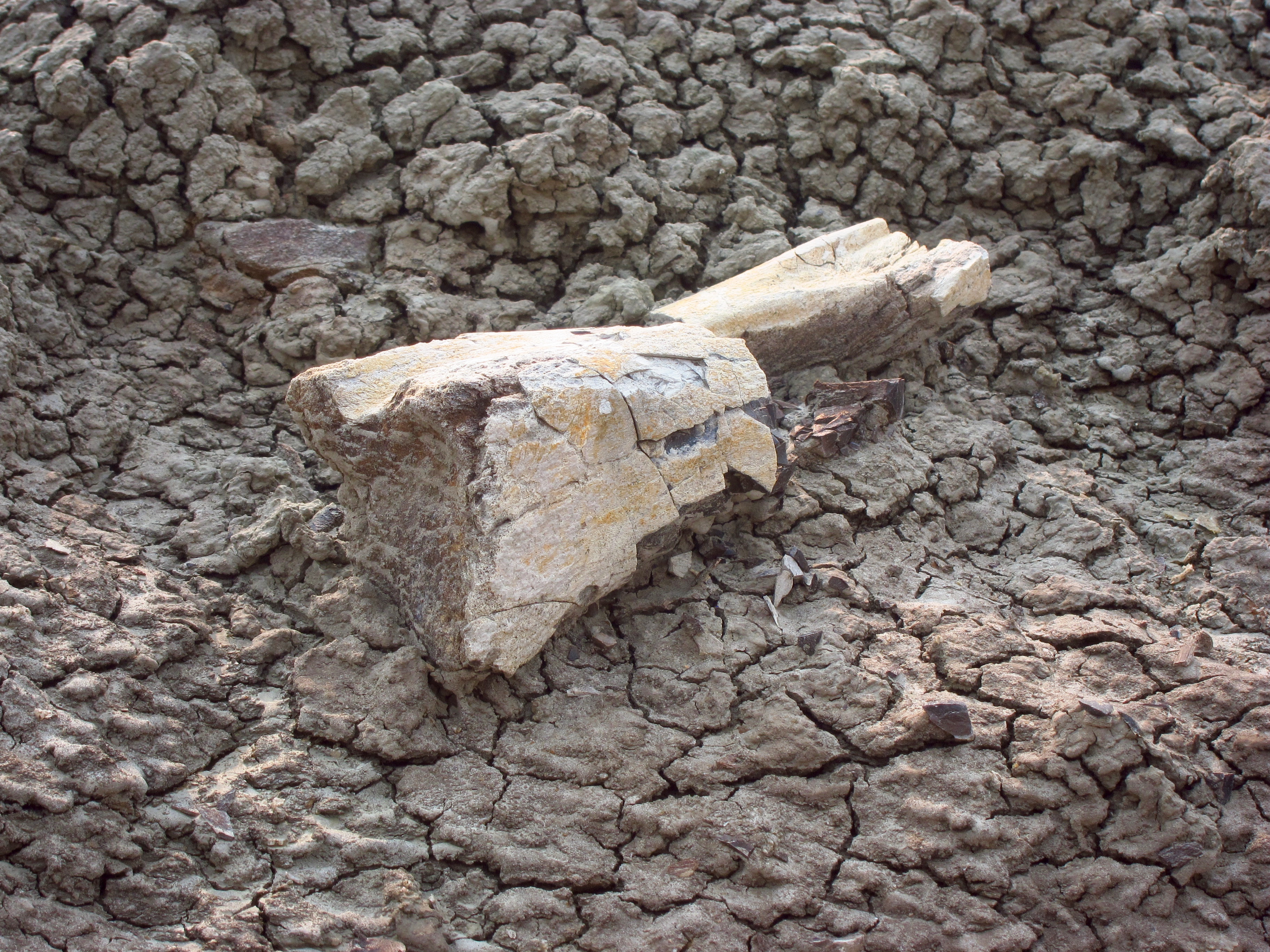
Dinosaur Provincial Park
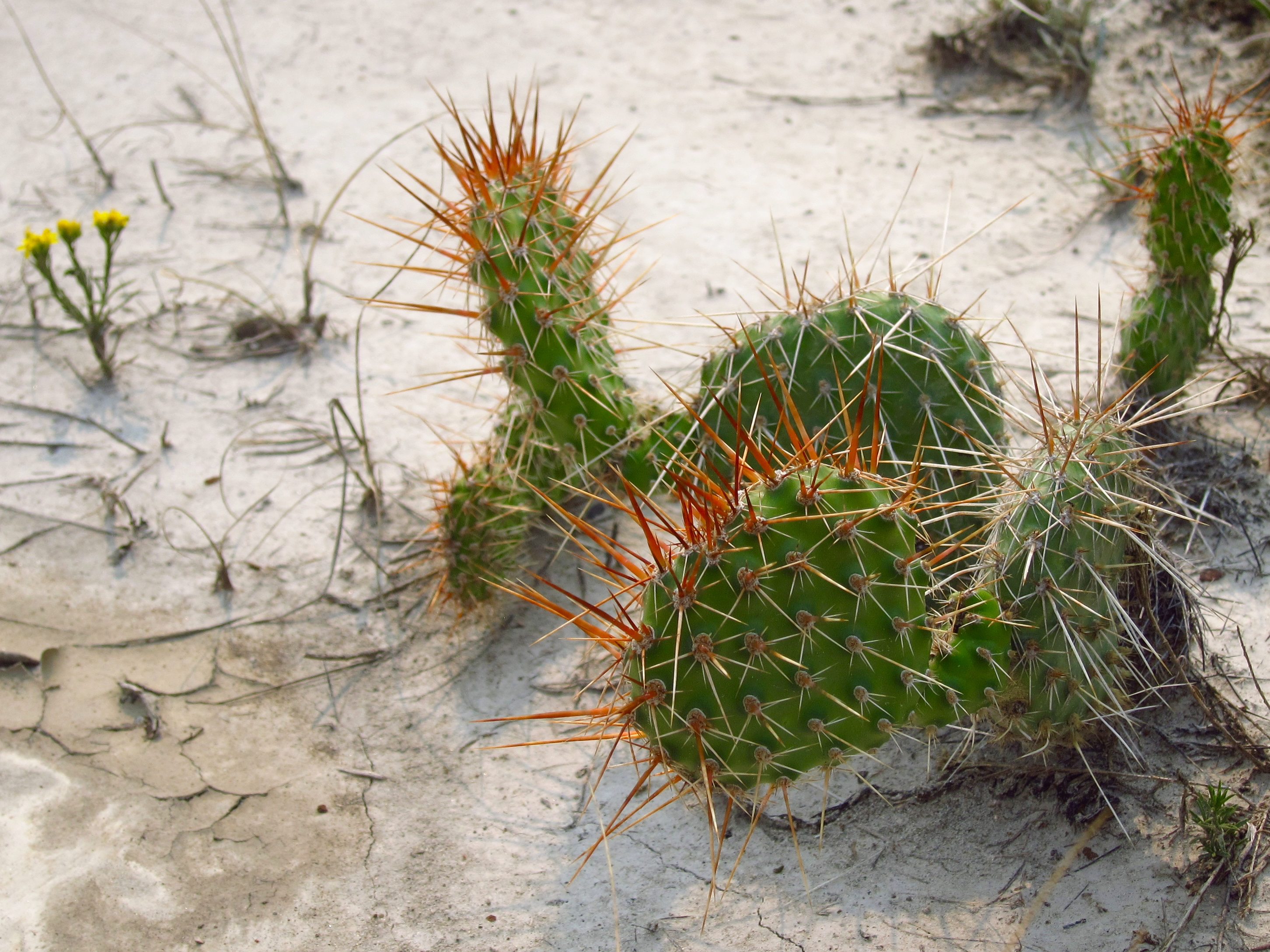
Dinosaur Provincial Park